# Río Ichilo
Le Río Ichilo est un cours d'eau bolivien, branche mère du rio Mamoré, donc sous-affluent du Río Madeira, puis de l'Amazone qui naît dans la Cordillère des Andes et parcourt les plaines centrales de la Bolivie.

## Géographie
Son bassin embrasse une partie de la surface des provinces de Caballero, de Florida, de Guarayos et d'Ichilo dans le département de Santa Cruz, ainsi que des provinces de Campero, de Carrasco et de Chapare dans le département de Cochabamba.

## Situation
Le Río Ichilo naît en province de Caballero dans le département de Santa Cruz aux coordonnées 17° 49′ S, 64° 13′ O, à une altitude de 2,437 m, dans la Serranía Racete, et porte d'abord le nom de
Alto Ichilo (Haut Ichilo).

## Description
Après son confluent avec le Río Moyja, il devient l'Ichilo proprement dit, et coule grosso modo en direction du nord. Pendant la plus grande partie de son parcours, il constitue la frontière avec le département de Cochabamba, province de Campero et de Carrasco surtout, puis de la province de Chapare, en fin de parcours après le confluent du Río Chapare.
De sa source à sa confluence avec le Río Chapare pour former le Río Mamoré, il est long de 530 kilomètres, et son bassin couvre une superficie de 15 503 km2. Sa profondeur maximale est de 18,6 mètres et se situe au niveau de la ville de Puerto Villaroel. Il porte souvent le nom de Rio Mamorecillo après avoir reçu le Rio Chimoré. Il conflue avec le Rio Chapare qui augmente de moitié son débit et prend le nom de Rio Mamoré 30 kilomètres avant de recevoir le Río Grande bien plus long (1 300 km) mais au débit moindre (800 m3/s contre 1 100 m3/s pour le rio Mamoré à la confluence) car issu de régions bien plus sèches. La plus grande largeur de l'Ichilo est de 420 mètres au kilomètre 75. L'Ichilo et le Chapare font partie des rivières les plus abondantes de Bolivie. Leur trajet dans la plaine amazonienne est extrêmement sinueux.

## Affluents
Les affluents les plus importants du Río Ichilo sont tous boliviens : outre le Río Chapare particulièrement abondant qui est l'autre branche mère du Rio Mamoré, citons le Río Sacta, le Río Víbora, le Río Chimoré, le Río Choré, le Río Ibaresito, le Río Ibabo et le Río Useuta.

## Villes traversées
Le Río Ichilo coule loin des grandes villes de Bolivie. Citons Puerto Grether en province d'Ichilo du département de Santa Cruz, et le port fluvial de Puerto Villaroel promis par certains à un bel avenir, dans la mesure où les travaux prévus sur le Río Madeira y compris la régulation du Río Madeira/Mamoré se concrétisent. Il est alors prévu de construire un port important sur le site de cette ville.